# Karl Briulov
Karl Pávlovich Briulov o Brulov (en ruso: Карл Павлович Брюллов) (12 de diciembre de 1799, San Petersburgo-11 de junio de 1852, Manziana), llamado Carlo Brulleau hasta 1822, fue un pintor ruso de transición del neoclasicismo al romanticismo.

## Biografía
Nació en San Petersburgo, en el seno de una familia de origen francés. Estudió en la Academia Imperial de las Artes entre 1809-21. Se apartó del estilo clásico a pesar de la influencia de su hermano, Aleksandr Briulov. Dejó Rusia y se estableció en Roma, donde trabajó hasta 1835 haciendo retratos y pintura de género. Adquirió fama con la pintura de historia El último día de Pompeya (1830-1833), vasta composición comparada por Pushkin y Gógol con Rubens y Van Dyck.
De regreso a su país obtuvo un puesto en la Academia Imperial de las Artes. En 1849, enfermó cuando trabajaba en la cúpula de la catedral de San Isaac. Tras una cura en Madeira, pasó los últimos tres años de su vida en Italia. Murió en el Palazzo Tittoni de Manziana, cercana a Roma, como consecuencia de un aneurisma aórtico, siendo enterrado en el Cementerio protestante de Roma (Cimitero acattolico).

## Tipología de obras

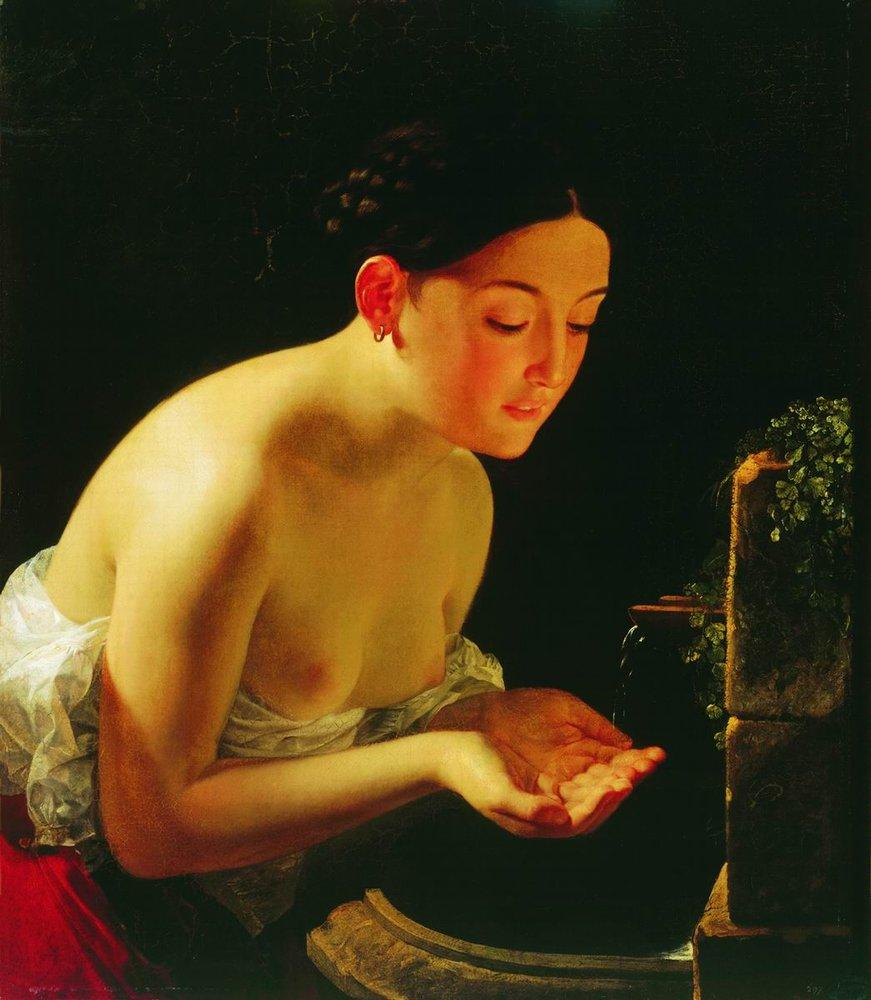
Una mañana italiana (1823)
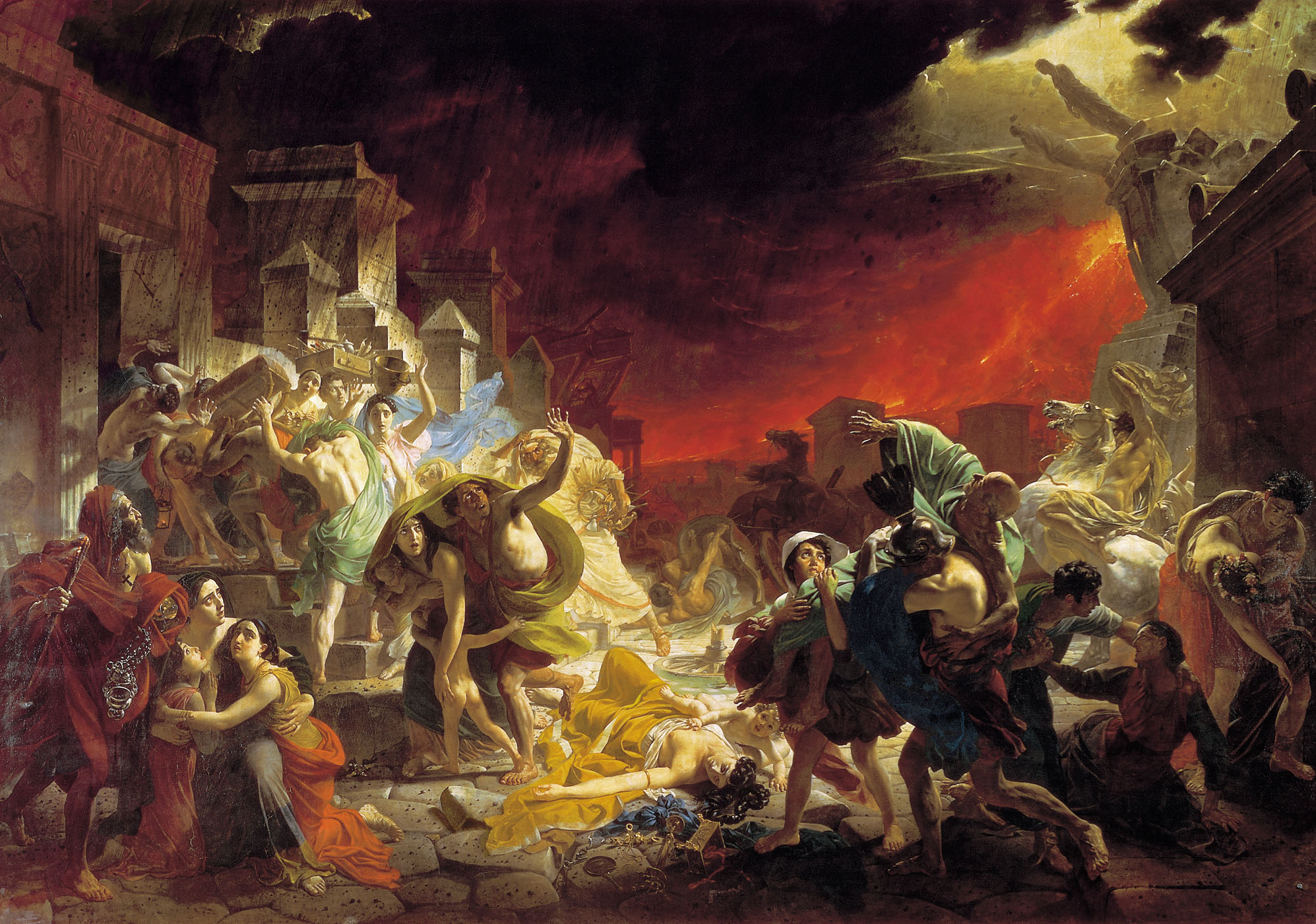
El último día de Pompeya, 1833
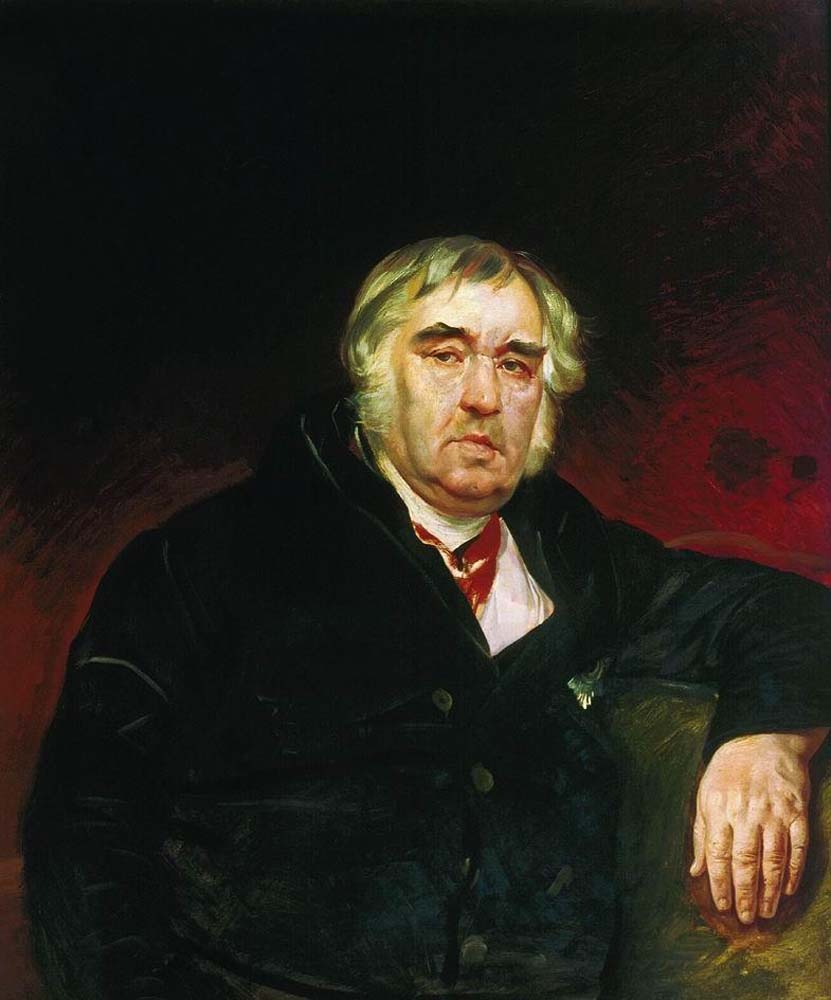
Retrato de Iván Krylov (1839)
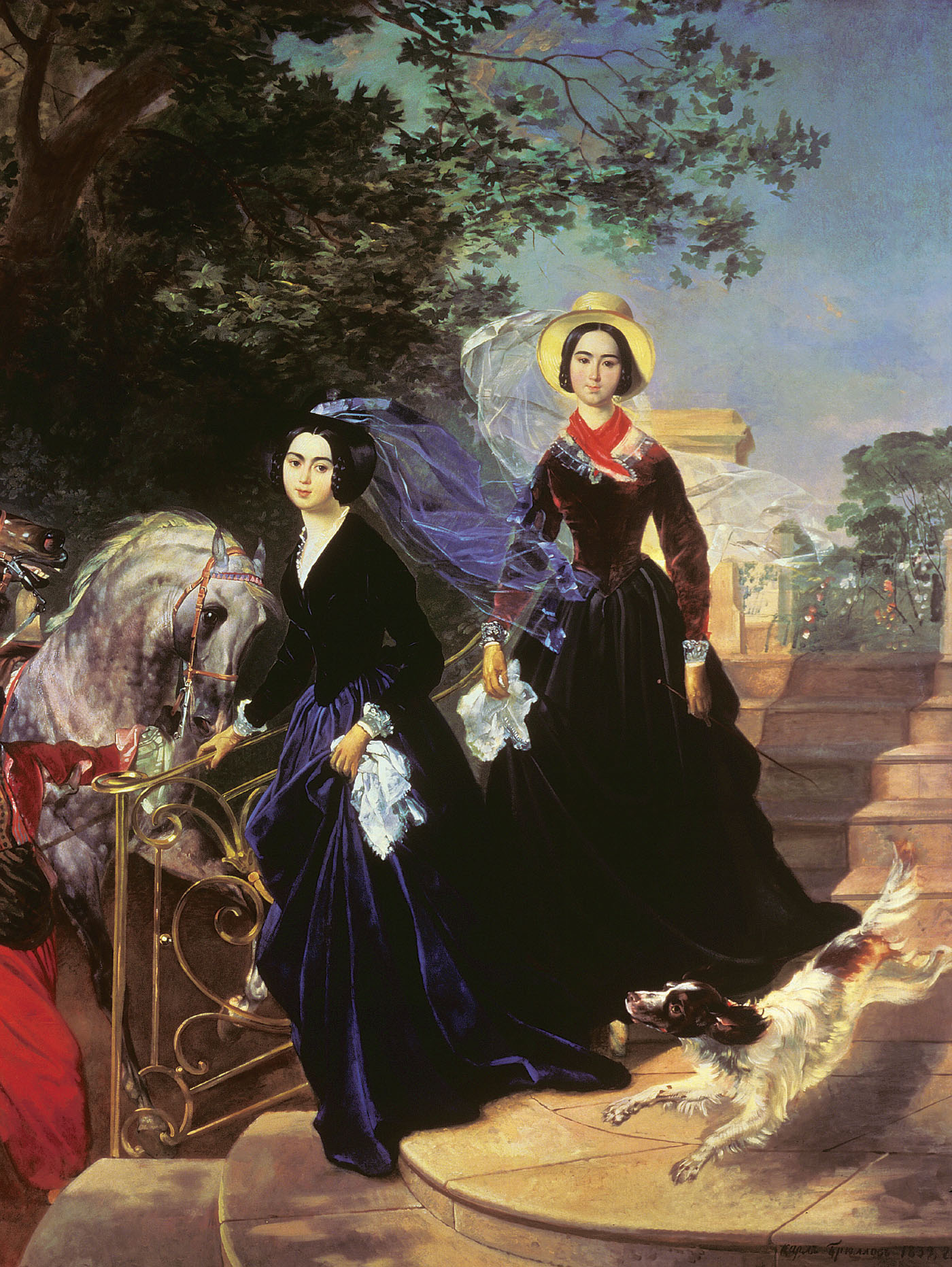
Retrato de las hermanas Shishmariov (1839)